# Riccardo Niseem Onorato
Riccardo Niseem Onorato (Roma, 24 ottobre 1966) è un attore e doppiatore italiano.

## Biografia
Figlio dell'attore e doppiatore Glauco Onorato e fratello di Giovanni Onorato, sacerdote presso la Fraternità francescana di Betania, e della doppiatrice Sara Onorato, ha aggiunto il secondo nome "Niseem" nel 2000, dopo un viaggio in India.
Allievo di Beatrice Bracco e Francesca De Sapio, ha debuttato con una breve apparizione in Intervista di Federico Fellini ed è diventato noto al grande pubblico interpretando il personaggio di Fabio Galanti nella soap opera Cuori rubati di Rai 2. Come doppiatore ha prestato la voce al personaggio di Joe Yabuki nell'anime Rocky Joe e agli attori Jude Law in quasi tutte le sue interpretazioni, Eric Bana in Hulk e Troy, Raymond Cruz nel ruolo di Julio Sanchez in The Closer, Gale Harold nel ruolo di Brian Kinney in Queer as Folk, Nate Richert nel ruolo di Harvey Kinkle in Sabrina, vita da strega, Nicholas Brendon nel ruolo di Xander Harris in Buffy l'ammazzavampiri (il cui doppiaggio è poi passato al collega Christian Iansante per problemi di salute di Onorato), e Ian Somerhalder nel ruolo di Damon Salvatore in The Vampire Diaries e nel ruolo di Adam Knight in Smallville. Dal 2006, sempre in Smallville, doppia Justin Hartley nel ruolo di Oliver Queen. Tra gli altri attori doppiati si annoverano Josh Duhamel, Benedict Cumberbatch, Mark Wahlberg e Matthew McConaughey in EdTV e Magic Mike. Nella serie TV Hawaii Five 0 è la voce di Alex O'Loughlin. Presta anche la voce a Connor Kenway, protagonista del videogioco Ubisoft: Assassin's Creed III.
Ha inoltre doppiato il personaggio di Sesshomaru nell'anime Inuyasha e Gourry Gabriev nell'anime Slayers (nella versione Shin Vision). Nell'anime Naruto Shippuden è stato la prima voce del capitano Yamato, doppiandolo per 70 episodi (dal 34 al 104). Dal 2006 è la voce di Daniel Meade, personaggio del telefilm Ugly Betty. Nel 2013 doppia Tom Riley nel ruolo di Leonardo da Vinci nella serie Da Vinci's Demons in onda su Fox. Nel 2015 vince il Leggio d'oro come voce maschile dell'anno per il doppiaggio di Benedict Cumberbatch in The Imitation Game. Dal 2016 doppia la voce di Jude Law nella serie The Young Pope, prodotta da Sky e diretta da Paolo Sorrentino. Nell'universo di Star Wars è la voce italiana del personaggio Jod Na Nawood (interpretato da Jude Law) nella serie TV Skeleton Crew (2024-2025).

## Filmografia

### Cinema
- Intervista, regia di Federico Fellini (1986)
- Sicilian Connection, regia di Tonino Valerii (1987)
- Diritto di vivere, regia di Stefano Arquilla (1990)
- La vespa e la regina, regia di Antonello De Leo (1999)
- Film, regia di Laura Belli (2000)
- Gli angeli di Borsellino, regia di Rocco Cesareo (2003)
- Zorba Il Buddha, regia di Lakshen Sucameli (2004)

### Televisione
- La piovra 6 - L'ultimo segreto, regia di Luigi Perelli – miniserie TV (1992)
- Tre passi nel delitto, regia di Fabrizio Laurenti – miniserie TV (1993)
- L'ispettore Sarti – serie TV, episodio L'ombra dell'angelo (1994)
- Servo d'amore, regia di Sandro Bolchi – film TV (1995)
- Positano, regia di Vittorio Sindoni – miniserie TV (1996)
- Cronaca nera, regia di Gianluigi Calderone e Ugo Fabrizio Giordani – miniserie TV (1998)
- Ama il tuo nemico, regia di Damiano Damiani – miniserie TV (1999)
- Giornalisti – serie TV (2000)
- Turbo – serie TV, episodio Delitto per delitto (2000)
- Via Zanardi, 33 – serie TV, episodi 1x19-1x24 (2001)
- Cuori rubati – serial TV, 280 puntate (2002-2003)
- Carabinieri – serie TV (2004)
- Il maresciallo Rocca 5 – serie TV, episodio La maschera e il volto (2005)
- Caterina e le sue figlie – serie TV (2005-2007)

## Teatro
- Gli innamorati di Carlo Goldoni, regia di Giuseppe Pambieri (1987, 1989-1990)
- I Menecmi di Plauto, regia di Augusto Zucchi (1988)
- Le furberie di Scapino di Molière, regia di Carlo Croccolo (1990-1991)
- La scuola delle mogli di Molière, regia di Mario Scaccia (1991-1992)[4]
- Il tartufo di Molière, regia di Mario Scaccia (1993)
- Molto rumore per nulla di William Shakespeare, regia di Antonio Syxty (1994)[5]
- Gianni, Ginetta e gli altri, regia di Lina Wertmüller (1995-1996)[6]
- La madre confidente di Marivaux, regia di Franco Però (1995)
- The Big Khauna e La 25a ora, 25 settembre 2016[7]

## Programmi televisivi
- Sereno variabile - varietà (1985)
- TeleTango (1986)

## Doppiaggio

### Film
- Jude Law in eXistenZ, Il talento di Mr. Ripley, Il nemico alle porte, Era mio padre, Ritorno a Cold Mountain, Sky Captain and the World of Tomorrow, Closer, The Aviator, Alfie, I Heart Huckabees - Le strane coincidenze della vita, Tutti gli uomini del re, L'amore non va in vacanza, Complicità e sospetti, Un bacio romantico - My Blueberry Nights, Sleuth - Gli insospettabili, Parnassus - L'uomo che voleva ingannare il diavolo, Sherlock Holmes, Repo Men, Contagion, Hugo Cabret, Sherlock Holmes - Gioco di ombre, Anna Karenina, Effetti collaterali, Grand Budapest Hotel, Dom Hemingway, Black Sea, Spy, Genius, King Arthur - Il potere della spada, Animali fantastici - I crimini di Grindelwald, Captain Marvel, Vox Lux, Un giorno di pioggia a New York, The Rhythm Section, Animali fantastici - I segreti di Silente, Peter Pan & Wendy, Eden
- Eric Bana in Hulk, Troy, Le regole del gioco, L'altra donna del re, Un amore all'improvviso, Funny People, Lone Survivor, Liberaci dal male, Special Correspondents, Condannato a combattere - The Forgiven
- Josh Duhamel in Appuntamento da sogno!, Transformers, Transformers - La vendetta del caduto, La fontana dell'amore, Transformers 3, Conspiracy - La cospirazione, Transformers - L'ultimo cavaliere
- Benedict Cumberbatch in Espiazione, War Horse, I segreti di Osage County, 12 anni schiavo, The Imitation Game, Edison - L'uomo che illuminò il mondo, 1917, L'ombra delle spie, Il potere del cane
- Paul Rudd in Ant-Man, Captain America: Civil War, Ant-Man and the Wasp, Avengers: Endgame, Between Two Ferns - Il film, Ghostbusters: Legacy, Ant-Man and the Wasp: Quantumania, Ghostbusters - Minaccia glaciale
- Mark Wahlberg in The Italian Job, Four Brothers - Quattro fratelli, Shooter, Amabili resti
- Tom Hollander in Un'ottima annata - A Good Year, Operazione Valchiria, Questione di tempo, Posh
- Ryan Reynolds in Smokin' Aces, Adventureland, Cambio vita
- James Callis in Il diario di Bridget Jones, Che pasticcio, Bridget Jones!, Bridget Jones's Baby
- Matthew Macfadyen in Orgoglio e pregiudizio, Robin Hood
- Paul Bettany in Wimbledon, Solo: A Star Wars Story
- Ewan McGregor in Rogue Trader, Abbasso l'amore
- Matthew McConaughey in EdTV, Magic Mike
- Édgar Ramírez in La furia dei titani, La ragazza del treno
- Will Kemp in Van Helsing, Step Up 2 - La strada per il successo
- Shawn Wayans in Scary Movie, Scary Movie 2
- Oscar Isaac in Suburbicon
- Michael Sheen in Laws of Attraction - Matrimonio in appello
- Aidan Gillen in Il cavaliere oscuro - Il ritorno
- Ben Mendelsohn in Exodus - Dei e re
- David Tennant in Harry Potter e il calice di fuoco
- Marton Csokas in Noah
- Rick Yune in L'uomo con i pugni di ferro
- Russell Brand in Racconti incantati
- John Cusack in Falso tracciato
- Anthony Mackie in Million Dollar Baby
- James Marsden in Le pagine della nostra vita
- Andrew Lincoln in Love Actually - L'amore davvero
- Sasha Roiz in The Day After Tomorrow - L'alba del giorno dopo
- Oliver Fox in Neverland - Un sogno per la vita
- James Waterston in L'attimo fuggente
- Sagamore Stévenin in Adrenalina blu - La leggenda di Michel Vaillant
- Eric McCormack in My One and Only
- John Shea in Missing - Scomparso (ed. 2005)
- Jon Favreau in Swingers
- Matthew Sharp in X-Men
- Frank Whaley in Pulp Fiction
- Chris Carmack in Baciati dalla sfortuna
- Jim Carrey in Pink Cadillac
- Tom Everett Scott in Tutti i sospetti su mio padre
- Chris O'Donnell in Scent of a Woman - Profumo di donna

### Film d'animazione
- Sesshomaru in Inuyasha the Movie - Un sentimento che trascende il tempo, Inuyasha the Movie - La spada del dominatore del mondo, Inuyasha the Movie - L'isola del fuoco scarlatto
- Grifis in Berserk - L'epoca d'oro
- Il filmmaker #1 in Surf's Up - I re delle onde
- Pitch Black ne Le 5 leggende
- Julian in Barbie - La principessa e la povera
- Jeremy in Barbie e il castello di diamanti

### Serie televisive
- Matt Ryan in Constantine, Arrow, Legends of Tomorrow
- Jude Law in The Young Pope, The New Pope
- Justin Hartley in Smallville, Emily Owens, M.D.
- Nicholas Brendon in Buffy l'ammazzavampiri, Kitchen Confidential
- Raymond Cruz in The Closer, Major Crimes
- John Barrowman in Torchwood, Doctor Who
- Ian Somerhalder in Smallville, The Vampire Diaries
- Benedict Cumberbatch in Patrick Melrose, Eric
- Alex O'Loughlin in Hawaii Five-0
- Eric Mabius in Ugly Betty
- Jamie Dornan in The Fall - Caccia al serial killer
- Tom Riley in Da Vinci's Demons
- Charlie Weber in Le regole del delitto perfetto
- Sasha Roiz in Grimm
- Mark Feuerstein in Royal Pains
- Balthazar Getty in Alias
- Jason Gray-Stanford in Detective Monk e Mr. Monk's Last Case: A Monk Movie
- Eion Bailey in C'era una volta
- Dax Shepard in Parenthood
- Chris Carmack in The O.C.
- Rodrigo Santoro in Lost
- Justin Chambers in Grey's Anatomy
- Nate Richert in Sabrina, vita da strega
- Gerardo Hemmer in Cuore selvaggio
- Eric McCormack in Andromeda
- Oliver Hudson in Dawson's Creek
- Aidan Gillen in Queer as Folk (1999)
- Gale Harold in Queer as Folk (2000)
- Antonio Cupo in Elisa di Rivombrosa
- Ben Mansfield in Primeval
- Trevor Merszei in Malibu, CA
- Jonathan Watton in Covert Affairs
- Santiago Cabrera in The Musketeers
- Dana Ashbrook neI segreti di Twin Peaks
- Alex Désert in Flash
- Gabriel Rovito ne La forza dell'amore
- Paul Rudd in Only Murders in the Building (2ª voce)
- Jude Law in Star Wars: Skeleton Crew

### Cartoni animati
- Principe Reid in Guru Guru - Il girotondo della magia e Guru Guru - Batticuore della magia
- Kumadori e Mr. 3 (2ª voce, solo nell'episodio 291) in One Piece
- Jason Queen in Winx Club
- Gourry Gabriev in Slayers (edizione Shin Vision)
- Sesshomaru in Inuyasha (stagioni dalla 2 alla 6)
- Yamato (1ª voce) in Naruto: Shippuden
- Generale Logi in Blue Dragon
- Rocky Joe (2ª voce) in Rocky Joe
- Orpheo in I Cavalieri dello zodiaco - Saint Seiya - Hades
- Tetsu in Lei, l'arma finale
- Don in A tutto reality presenta: Missione Cosmo Ridicola
- Ralph Stilton in BoJack Horseman
- Paptimus Scirocco in Mobile Suit Z Gundam
- Iara in UFO Robot Goldrake

### Videogiochi
- Connor Kenway in Assassin's Creed III[8], Assassin's Creed III: Liberation[9], Assassin's Creed IV: Black Flag
- Legolas in Il Signore degli Anelli: La guerra del Nord
- Varian Wrynn in Heroes of the Storm[10], World of Warcraft
- Aurelion Sol in League of Legends
- Kyle Reese in The Terminator: Dawn of Fate
- Maestro in Tom Clancy's Rainbow Six: Siege
- Jefferson Peralez in Cyberpunk 2077[11]
- Logan in Dark Angel[12]
- Lorath Narh in Diablo III[13]
- Spiritista (maschio) in Diablo IV[14]